# 藤原長能
藤原 長能（ふじわら の ながとう/ながよし）は、平安時代中期の貴族・歌人。藤原北家長良流、伊勢守・藤原倫寧の子。官位は従五位上・伊賀守。中古三十六歌仙の一人。

## 経歴
天延3年（975年）一条中納言為光家歌合に出詠。近衛将監を経て、永観2年（984年）花山天皇の即位に伴い六位蔵人に任ぜられる。花山院歌壇で活躍し、寛和元年（985年）と翌寛和2年（986年）に開催された内裏歌合に出詠。花山天皇譲位に前後して従五位下に叙爵して蔵人を退いたか。
一条朝の永延2年（988年）図書頭、正暦2年（991年）上総介を歴任。上総介を解任された後は散位となったが、藤原道長の春日詣・賀茂詣等に陪従している。寛弘2年（1005年）治国の功労により従五位上に至る。寛弘6年（1009年）正月に伊賀守に任ぜられるが、間もなく辞任したらしく、4月には源為憲が後任の伊賀守に任ぜられている。あるいはこの時に没したか。
勅撰和歌集『拾遺和歌集』の撰定に関与したと考えられている。勅撰歌人として『拾遺和歌集』（7首）以下の勅撰和歌集に52首が入集。門弟である能因法師が撰した『玄々集』には最も多い10首が入集している。家集に『長能集』がある。

## 逸話
曾禰好忠の「鳴けや鳴けよもぎが杣のきりぎりす」の歌を批判した。
花山院の歌会に参席した長能は「三月尽」の題で次のような歌を詠んだ。
心憂き 年にもあるかな 二十日あまり 九日といふに 春の暮れぬる（＝やるせない年だことよ。二十九日というのに、春が終わってしまうとは）
その年の三月は小の月だったので、こう詠んだのである。ところが同席していた藤原公任は「春は二十九日しかないわけではあるまいよ」と言った。一月から数えれば、春は合わせて八十九日あるではないか、と歌の表現を咎めた。当時の和歌の権威の一言に、長能は「ゆゆしきあやまち」を犯したと悄気て、無言のまま歌会を退出してしまった。しばらくして長能が重病に臥せっていると聞いた公任は気になって使者を遣わした。使いが持ち帰った長能の手紙にはこうあった。「お見舞い忝なく存じます。この病は外でもありません。先日貴殿が『春は二十九日しか……』云々と仰ったことに懊悩した挙句、食事も喉を通らなくなり、もはや今日明日とも知れない命です」。それから間もなく長能は死んでしまった。公任は大いに歎き「執心していた人に、うっかり不用意な事を言ってしまったものだ」と後々まで悔やみ続けたという（『袋草紙』『古本説話集』）。

## 官歴
注記のないものは『中古歌仙三十六人伝』による。
- 天元5年（982年） 10月18日：右近衛将監
- 永観元年（983年） 2月5日：停任。8月12日：左近衛将監
- 永観2年（984年） 8月27日：六位蔵人
- 寛和2年（986年） 3月5日?：兼近江少掾[4]。6月23日：去蔵人（譲位）[4]
- 時期不詳：従五位下
- 永延2年（988年） 8月29日：図書頭
- 正暦2年（991年） 4月26日：上総介
- 寛弘2年（1005年） 正月27日：従五位上（治国）
- 寛弘6年（1009年） 正月28日：伊賀守

## 系譜
- 父：藤原倫寧
- 母：源認の娘
- 妻：不詳
  - 男子：藤原実正

姉に藤原道綱母、姪に菅原孝標女がいる。